# Mattheus Pronk
Mattheus Pronk ('t Zand, 25 de enero de 1947–Warmenhuizen, 25 de marzo de 2001) fue un deportista neerlandés que compitió en ciclismo en la modalidad de pista, especialista en la prueba de medio fondo.
Ganó seis medallas en el Campeonato Mundial de Ciclismo en Pista entre los años 1978 y 1983.

## Medallero internacional
| Campeonato Mundial | Campeonato Mundial        | Campeonato Mundial | Campeonato Mundial |
| Año                | Lugar                     | Medalla            | Competición        |
| ------------------ | ------------------------- | ------------------ | ------------------ |
| 1978               | Múnich ( RFA)             | Medalla de plata   | Medio fondo (A)    |
| 1979               | Ámsterdam ( Países Bajos) | Medalla de oro     | Medio fondo (A)    |
| 1980               | Besanzón ( Francia)       | Medalla de plata   | Medio fondo (A)    |
| 1981               | Brno ( Checoslovaquia)    | Medalla de oro     | Medio fondo (A)    |
| 1982               | Leicester ( Reino Unido)  | Medalla de plata   | Medio fondo (A)    |
| 1983               | Zúrich ( Suiza)           | Medalla de plata   | Medio fondo (A)    |